# Alexei Alexandrowitsch Katrenko
Alexei Alexandrowitsch Katrenko (russisch Алексей Александрович Катренко; * 13. September 1985 in Dimitrowgrad) ist ein russischer Sommerbiathlet der Stilrichtung Crosslauf.
Alexei Katrenko war als Junior ein besonders erfolgreicher Sommerbiathlet. Bei seinen ersten Junioren-Weltmeisterschaften 2005 in Muonio gewann er Gold im Massenstart und in der Staffel, Silber in der Verfolgung und Bronze im Sprint. Ein Jahr später in Ufa gewann er nach Bronze im Sprint die Goldmedaille in der Verfolgung und mit der Mixed-Staffel. Seit 2007 startet er im Seniorenbereich und konnte dort seine Erfolge weitestgehend fortsetzen. Bei der Weltmeisterschaft des Jahres in Otepää gewann er die Titel im Massenstart und mit der Staffel sowie Bronze im Sprint. Bei den Sommerbiathlon-Weltmeisterschaften 2008 in Haute-Maurienne gewann er die Titel in Sprint und Verfolgung. Sein Start im Sprint des Rollerski-Wettbewerbs brachte jedoch nur Rang 36. Bei den Sommerbiathlon-Europameisterschaften 2009 in Nové Město na Moravě gewann er den Titel mit Tatiana Belkina, Ljudmilla Solomatina und Alexander Katschanowski sowie die Silbermedaille im Sprint. Ein Jahr später gewann Katrenko erneut Gold und Silber bei der Sommer-EM. Gold gewann er an der Seite von Irina Leukhina, Olga Prokopewa und Maxim Adiew, im Sprint verpasste er als Viertplatzierter eine Medaille um 1,4 Sekunden. Im Verfolgungsrennen verbesserte er sich hinter Matej Kazár bis auf Platz zwei.